# بدر العساكر
بدر بن محمد بن عبد العزيز بن عساكر ويُعرف باسم بدر العساكر وزير سعودي، يشغل منصب مدير المكتب الخاص لولي العهد الأمير محمد بن سلمان للشؤون الخاصة، وأمين عام جائزة الملك سلمان لشباب الأعمال. وعضو مجلس إدارة مركز الملك سلمان للشباب. وملهم ومعزز لروح المبادرة والقيادة لدى شباب الأعمال من خلال دعمهم ورعايتهم وتبني مشاركاتهم وأفكارهم للوصول بها حقيقة على أرض الواقع. رئيس مجلس إدارة مركز المبادرات في مؤسسة محمد بن سلمان بن عبد العزيز الخيرية (مسك).

## مسيرته
كشف العساكر خلال لقاء معه على قناة روتانا، بداياته المهنية بعد تخرجه في الجامعة، وكيف تعرف على ولي العهد الأمير محمد بن سلمان.
وقال إنه بعد تخرجه في الجامعة عمل مع أخيه في مؤسسة العساكر للأجهزة الكهربائية، ثم تمور الصالحية والتي كان فيها شريكاً ونائباً للرئيس، وأنه سافر في رحلة مع رجال أعمال لليابان والصين والتي شهدت تأسيس مجلس الأعمال السعودي الصيني، وبعد العودة اتفق مع مجموعة من الشباب على تأسيس لجنة شباب الأعمال بالغرفة التجارية في الرياض.

## التطور الوظيفي
كانت بداية تعرفه على الأمير محمد بن سلمان عام 2006 عبر عمله في غرفة الرياض، حيث كانت لجنة شباب الأعمال تعمل على فكرة تأسيس جائزة تحمل اسم الملك سلمان الذي كان وقتها أميراً للرياض، وسميت “جائزة الأمير سلمان لشباب الأعمال”، وبعد تأسيس الجائزة كان الأمير محمد من بين أعضاء مجلس الأمناء لها وكانت هذه بداية التعارف بينهما، وتنامت العلاقة بينهما فيما بعد وأصبح الأمير محمد بن سلمان رئيساً للجنة التنفيذية للجائزة ومسؤولاً عن تطوير أعمالها.
عام 2009 أقيم أول حفل لتسليم جائزة الأمير سلمان، وكلف خادم الحرمين الشريفين الملك سلمان بن عبدالعزيز وقتها الأمير محمد بن سلمان باستلام مهام مرتبطة بالقطاع غير الربحي الخاص بالمؤسسات التي كانت تحت إدارته، فكلفه الأمير محمد بسكرتارية الأعمال الخيرية للأمير سلمان –أمير الرياض وقتها-، وكلف أيضاً بمهام أخرى مرتبطة بالمكتب الخاص للأمير محمد.